# Pseudoterpna cinerascens
Pseudoterpna cinerascens är en fjärilsart som beskrevs av Philipp Christoph Zeller 1847. Pseudoterpna cinerascens ingår i släktet Pseudoterpna och familjen mätare. Inga underarter finns listade.